# Клиссолд-парк
Клиссолд-парк (англ. Clissold Park) — пейзажный парк площадью 21,5 га к северо-востоку от исторического центра Лондона, в районе Хакни.
История парка связана с расположенной на его территории виллой Клиссолд-хаус, которая была построена в 1790-е годы, а позднее получила современное название по имени Августа Клиссолда, священника соседней церкви Святой Марии. В 1880-е годы зелёной зоне, прилегающей к вилле, грозило исчезновение в результате застройки. Тогда по инициативе двух членов Столичного комитета по работам был выкуплен земельный участок и в 1889 году открыт общественный парк. После упразднения Совета Большого Лондона в 1986 году парк перешёл во владение муниципалитета Хакни.
В парке расположены пруды, оборудованы поля для занятия спортом и теннисные корты.